# Pietro Antonio Trezzini
Pietro Antonio Trezzini (Пётр Трезин, 1692 - después de 1760) fue un arquitecto suizo de la familia Trezzini que trabajó principalmente en San Petersburgo. Después de varios años de formación en Milán, Trezzini llegó a San Petersburgo en 1726, quizás llamado por su padre Domenico Trezzini. 

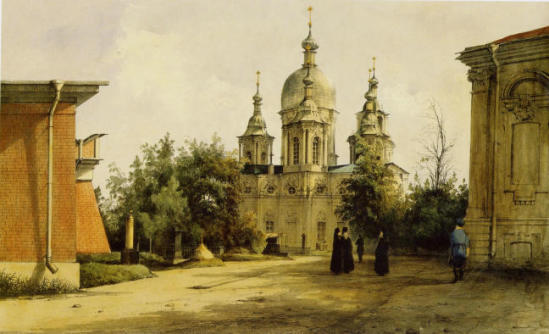
La catedral de la Trinidad.

Trezzini colaboró con Mijaíl Zemtsov en varios proyectos importantes, incluyendo la parte nueva del Monasterio de Alejandro Nevski. Trezzini hizo contribuciones a la arquitectura del siglo de XVIII que han sido eclipsadas por las de Francesco Bartolomeo Rastrelli.
Su nombre se asocia con modestas obras, como cúpulas de algunas iglesias barrocas, como la de San Catedral de Sampson y la Iglesia del Príncipe Vladimir. La mayoría de sus edificios sirvieron más tarde de inspiración a edificios neoclásicos más importantes.
Después de completar la Iglesia de la Transfiguración pentacupular, Trezzini estuvo en Italia (1751), donde entró al servicio de los Habsburgo.
Su último lugar de residencia se menciona que fue San Petersburgo en 1760. La Iglesia de San Clemente en Moscú y la Iglesia Vladimirskaya de San Petersburgo se citan con frecuencia como sus comisiones principales. 